# Најиб Букеле
Најиб Армандо Букеле Ортез (шп. Nayib Armando Bukele Ortez; Сан Салвадор, 24. јул 1981) је салвадорски бизнисмен и политичар који тренутно врши функцију 46. председника Салвадора од 1. јуна 2019. На председничким изборима 2019. се кандидовао као кандидат Великог савеза за национално јединство (ГАНА) и постао је први председник још од Хозе Наполеона Дуарте (1984–1989) који није био изабран као члан две главне партије, Фарабундо Марти националног ослободилачког фронта (ФМЛН) и Националистичког републиканског савеза (АРЕНА). Оснивач је партије Нове идеје.
Претходно је изабран за градоначелника Новог Кускатлана, а такође је био и градоначелник Сан Салвадора од 1. маја 2016. Изабран је на ове две позиције као члан левичарског ФМЛН.
Букеле је критикован због популизма и ауторитарног начина владања. Конкретно, био је критикован због слања војске у Законодавну скупштину како би подстакао усвајање закона и наводно свргнуо Законодавну скупштину Салвадора. Ова акција, његово руковање ендемским насиљем у Салвадору и строг одговор на пандемију ковида-19, довели су до тога да су га поједини стручњаци описали као аутократу или ауторитарног лидера.

## Младост
Букеле је рођен 24. јула 1981. године у Сан Салвадору. Син је Олге Ортез де Букеле и Арманда Букеле Катана. Букелеови деда и баба били су палестински хришћани из Јерусалима и Витлејема, док је његова баба са мајчине стране била католикиња, а деда са мајчине стране православац. Његов отац је прешао у ислам и постао имам.
Букеле је започео своју прву компанију са 18 година. Лист Ел Фаро је писао о томе да је Најиб Букеле власник компаније "Јамаха Моторс Ел Салвадор", компаније која продаје и дистрибуира Јамаха производе у Салвадору. Такође је био директор и преседник ОБЕРМЕТ-а.

## Градоначелник Новог Кускатлана
Дана 11. марта 2012. године победио је на изборима за градоначелника Новог Кускатлана, у департману Ла Либертад, представљајући коалицију ФМЛН-а са 2754 гласова (49,72%) и ЦД-а са 108 гласова (1.95%), победивши владујућу АРЕНУ. Положио је заклетву 1. маја 2012. године.

## Градоначелник Сан Салвадора
На локалним изборима 2015. године, освојио је градоначелништво Сан Салвадора, главног града Салвадора, представљајући коалицију ФМЛН-а са ПСП-ом која је освојила 89.164 гласова (50,37%). Његов главни противкандидат, бизнисмен Едвин Замора (АРЕНА), освојио је 82.288 гласова (46,49%). Ова последња странка контролисала је град током претходних шест година. Букеле је на дужност ступио 1. маја 2015. У фебруару 2017. Букеле је посетио град Тајпеј, главни град Републике Кине, и састао се са председницом Цај Јингвен.
У фебруару 2018. присуствовао је 32. међународној конференцији градоначелника у Јерусалиму, где је виђен како се моли код Зида плача, и открио је да је деда његове супруге био сефардски Јевреј.

## Избацивање из ФМЛН-а
Дана 10. октобра 2017. Букеле је избачен из ФМЛН-а, а Етички суд ФМЛН-а га је оптужио за унутрашње поделе и клевету против странке. Букеле је оспорио ове акте из ФМЛН-а који су били неетични и корумпирани, осветљавајући већи део незаконитости коју је ФМЛН починио током година, укључујући дела бившег председника Фунеса. Букеле није присуствовао рочишту које је за 7. октобар 2017. заказао Етички суд ФМЛН, тврдећи да су они били пристрасни у корист тужилаца.

## Председнички избори
После Букелеовог избацивања из ФМЛН-а, његове тежње ка 2019. кретале су се у смеру учешћа на председничким изборима као независног политичара који одбацује тренутни политички систем. Покренуо је покрет Нове идеје са циљем да од њега направи политичку странку преко које би могао да се кандидује за кандидата за председника Салвадора.
Након обелодањивања његових председничких тежњи, супротставили су му се владајућа странка ФМЛН на левој страни и АРЕНА на десној, тако што су му блокирали сваки покушај да оснује своју политичку странку и политички упропастили сваку странку коју је покушао искористити за његову кандидатуру, као што су то учинили са странком Демократских промена. АРЕНА и ФМЛН су се сада удружили (у и изван скупштине) да би оспорили све акције и предлоге које Букеле покушава да спроведе. Букеле се на крају придружио странци десног центра Велики савез за национално јединство (ГАНА) да поднесе своју председничку кандидатуру.
3. фебруара 2019. Букеле је објавио да је са лакоћом победио на председничким изборима, а противкандидат Уго Мартинез из ФМЛН-а је признао. Освојио је 53% гласова, чиме је елиминисана потреба за други круг избора. Он је први кандидат за председника државе од краја Салвадорског грађанског рата који није представљао ниједну од две главне странке. У свом победничком говору изјавио је, „Данас смо окренули страницу о послератном периоду.“ Букеле је на дужност ступио 1. јуна 2019. Букеле је именовао кабинет од шеснаест људи који се састојао од осам мушкараца и осам жена. Једна од последњих која је именована била је Мариа Луиса Ајем, која је била министарка економије, а они ће служити до 2024. године.

## Председништво
Суочен са парламентарним противљењем закону о повећању финансирања полиције и оружаних снага, Букеле је позвао своје присталице на окупљање, што је довело до оружаних снага које су окупирале Законодавну скупштину Салвадора. Председништво је започео великом са добрим рејтингом, али од почетка његове владе постојале су јасне назнаке корупције
 које су тек постале све очигледније у очима грађана Салвадора и међународне заједнице.
Истражни веб сајт Ел Фаро открио је у септембру 2020. године да је председник Букеле наводно тајно преговарао са најмоћнијом бандом у земљи, Маром Салватручом. У замену за флексибилније затворске услове за своје чланове и друга обећања, банда се наводно обавезала да ће смањити број убистава и подржати Букелеову политичку странку током избора.

## Приватни живот
Иако је Букеле рођен у хришћанском домаћинству, његов отац је прешао на ислам касније у животу. Као син оца муслимана и мајке хришћанке, Букелеова верска уверења била су контроверзна тема на изборима 2019. године, уз слику која приказује Букелеа како се моли у џамији у Мексико Ситију. The Times of Israel објавио је слику од фебруара 2018. године Букеле-а „у дубоком погледу на Зиду плача у старом граду Јерусалима“.
Букеле је јавно изјавио да је његова породица римокатоличка и да док је његов отац и неколико других чланова породице прешло на ислам, он себе сматра пре верником у Бога, а не 
религијом. У интервјуу из 2015. рекао је „нисам особа која много верује у литургију религија. Међутим, верујем у Бога, у Исуса Христа. Верујем у његову реч, верујем у његову реч откривену у Светој Библији. И знам да Бог никога не одбија због њиховог порекла“. У Фејсбук објави 2019. Букеле је изјавио да „није религиозан“.
Оженио се Габријелом Родригез, „психологињом и васпитачицом“, у децембру 2014. Букеле је 2018. године рекао градоначелнику Јерусалима Ниру Баркатu да Родригез има „јеврејско-сефардску крв“.

## Политички погледи

### Побачај
У марту 2020. године, Букеле је изјавио како се противи побачају, чак и у случају силовања, инцеста, и када је мајчин живот у опасности. Додао је како верује да је побачај геноцид.

### Истополни бракови
Букеле се противи истополним браковима и верује да је брак могућ само између мушкарца и жене.